# Karl Josephson
Karl Olof Josephson, född 5 juni 1900 i Stockholm, död  där 31 juli 1986, var en svensk kemist och ämbetsman.
Karl Josephson var son till Olof Josephson. Efter studentexamen i Stockholm 1918 studerade han vid Stockholms högskola, där han blev filosofie kandidat och filosofie magister 1921, filosofie licentiat 1923 och efter disputation 1925 filosofie doktor 1927. Josephson var 1925–1926 docent i biokemi och 1926–1940 i kemi samt laborator i kemi 1927–1932. Han blev lektor i kemi med mineralogi vid Tekniska elementarskolan i Norrköping 1932 och lektor i kemi och kemiska laborationer vid Tekniska läroverket i Stockholm 1943. 1941–1943 tjänstgjorde han som tillförordnat undervisningsråd i Skolöverstyrelsen, och 1943 utnämndes han till byråchef i överstyrelsen för yrkesutbildning. Josephson uppfördes tre gånger i andra förslagsrummet till professur i kemi, vid Farmaceutiska institutionen 1932, vid Lantbrukshögskolan samma år och vid Chalmers tekniska institut 1935. 1944 utsågs han till ordförande i sakkunniga rörande sjöfolkets bildningsfråga. Han tillkallades som expert i naturvetenskapliga forskningskommittén 1945 och i 1946 års skolkommitté. Josephson utgav över hundra vetenskapliga arbeten främst inom olika kemiska områden, främst enzykemi och organisk kemi; särskilt märks doktorsavhandlingen Enzymatische Spaltung und Synthese von Glucosiden (1925). Därutöver medverkade han i Hans von Euler-Chelpins Chemie der Enzyme och i utländska handböcker.